# マーウェン
『マーウェン』（Welcome to Marwen）は、2018年のドラマ映画。監督はロバート・ゼメキス、出演はスティーヴ・カレルとレスリー・マンなど。実在するイラストレーター・ミニチュア写真家マーク・ホーガンキャンプの実話をもとに、暴漢たちに襲われて重度の記憶障害を負った男性が、独自の空想世界を作り上げることで社会復帰を果たしていく姿を描いている。

## ストーリー
自宅の庭でミニチュアの写真を撮り続けているマーク・ホーガンキャンプは、酷い暴行を受けた後遺症で記憶障害を抱えており、記憶のほとんどを思い出せない状態にある。マークが撮影するミニチュアは“マーウェン”という村で暮らすホーギー大尉と女性達で、そこで繰り広げられる空想の物語はマークの心の拠り所だった。
マークの心の傷は深く、処方される薬を日常的に過剰摂取してしまっていた。また、事件の話題に触れたり、ハーケンクロイツ（暴行犯が腕に彫っていたタトゥーに似ている）を目にするとパニック状態に陥ってしまう。
ある日マークが撮影を行っていると、道路を挟んだ向かい側の家に引っ越して来たニコルに話しかけられる。自分と同じ名前の人形が登場する“マーウェン”の物語を聞いて感激するニコルに、マークは惹かれ始めていた。ニコルの荷解きを手伝ったマークは自分のことを話し、女性用の靴を集める趣味が原因で暴行され、記憶障害になったことを明かす。
マークが自宅に帰ると、担当弁護士のデマリウス・ジョンソンが訪ねてきた。暴行犯への厳罰を求めるためマークも法廷へ来てほしいと、乗り気でないマークを説得にやってきたのだ。ジョンソンの説得にマークは覚悟を決め、判決を言い渡す場に同席することになる。しかし、いざ判決の言い渡しが始まると暴行犯のタトゥーを見てパニック状態となり、法廷から逃げ出してしまった。
ニコルと親密になったマークは、“マーウェン”の中でホーギー大尉と人形のニコルを結婚させると、それをなぞる形で現実のニコルにプロポーズをする。その気のないニコルは優しく断り、消沈したマークに新しい人形を贈るが、マークが自宅前で開封したそれはナチス・ドイツの親衛隊がモデルであり、パニック状態になったマークは人形を蹴り飛ばしてしまう。
自宅に戻ったマークが失意のどん底に落ちていると、“マーウェン”では先ほど蹴り飛ばした親衛隊の人形が村を襲撃していた。人形のニコルが撃たれて瀕死の重傷を負ったものの、ホーギー大尉が黒幕を打ち破ると傷は癒え、マークも自分を苦しめていた存在から解放される。
改めて迎えた判決を言い渡す場で自分の意見を読み上げたマークは、同日の開催だった自身の個展に現れていた。村は“マーウェンコル”へと名前を変え、過去を乗り越えたマークは新たな一歩を踏み出す。

### マーウェン
マークが創りだした架空の村で、第二次世界大戦中のベルギーにあるという設定。村の名称はマーク本人の名前と、暴行されたマークを見つけた女性の名前ウェンディを繋ぎ合わせたもの。物語は現実の出来事と、“マーウェン”を舞台にした空想が入り乱れて展開していく。
ある日、乗っている戦闘機が被弾し不時着したアメリカ陸軍航空隊のホーギー大尉は、敵であるナチスの兵士に暴行されているところを村の女性達に助けられる。
以来、ホーギー大尉と女性達は村で生活を共にしつつ、執拗にホーギー大尉を狙うナチスを撃退する日々を過ごしていた。時折、ホーギー大尉に付き纏うデジャ・ソリスという魔女も登場するが、彼女はホーギー大尉と親しくなろうとする女性を排除する危険な存在である。
- 村の女性達はマークの身近にいる女性や好きな女優がモデルになっており、似た外見の人形に同じ名前が付けられている。一方で、デジャには村の女性達と違ってモデルが存在せず、現実のマーク本人にも度々影響を及ぼすなど、他の人形とは一線を画す存在である[注 2]。
- 終盤に登場するタイムマシンはデロリアンがモデルになっており、ホバー・コンバージョンによるタイヤの稼動も再現している。

## キャスト
※括弧内は日本語吹替
- マーク・ホーガンキャンプ（英語版） / ホーギー大尉：スティーヴ・カレル（堀内賢雄）
- ニコル：レスリー・マン（渋谷はるか）
- デジャ・ソリス：ダイアン・クルーガー（佐古真弓）
- ロバータ：メリット・ウェヴァー（清水はる香）
- ジュリー：ジャネール・モネイ（おまたかな）
- カラーラ：エイザ・ゴンザレス
- アナ：グェンドリン・クリスティー
- シュゼット：レスリー・ゼメキス
- カート / SS将官クルト・マイヤー：ニール・ジャクソン（英語版）
- エルサ：シボーン・ウィリアムズ（英語版）
- ルイス / トップ大尉：フォーク・ヘンチェル（英語版）
- カール / ベンツ中尉：マット・オリアリー
- ルディ / ルドルフ：ニコライ・ウィッチ
- スティーヴィー / ステファン：パトリック・ロッカス
- ヴァーン / ヴェルナー：アレクサンダー・ロウ
- ウェンディ：ステファニー・フォン・フェッテン
- デマリウス・ジョンソン：コンラッド・コーツ（英語版）
- マーサ・J・ハーター判事：ヴィーナー・スード

## 製作
2017年4月28日、ロバート・ゼメキス監督の新作映画にスティーヴ・カレルが出演することになったと報じられた。5月19日、レスリー・マンとジャネール・モネイが本作に出演するとの報道があった。23日、エイザ・ゴンザレスの出演が決まったと報じられた。6月、ダイアン・クルーガーとグェンドリン・クリスティーがキャスト入りした。7月、メリット・ウェヴァーとニール・ジャクソンの出演が決まった。8月6日、フォーク・ヘンチェルが本作に起用されたと報じられた。21日、レスリー・ゼメキスがキャスト入りしたとの報道があった。
本作の主要撮影は2017年8月14日にカナダのバンクーバーで始まり、同年10月19日に終了した。

## マーケティング
2018年6月20日、本作のファースト・トレイラーが公開された。7月18日、本作のセカンド・トレイラーが公開された。

## 興行収入
本作は『アクアマン』、『バンブルビー』、『セカンド・アクト』と同じ週に封切られ、公開初週末に700万ドルから900万ドルを稼ぎ出すと予想されていたが、実際の数字はそれを大きく下回るものとなった。2018年12月21日、本作は全米1911館で公開され、公開初週末に236万ドルを稼ぎ出し、週末興行収入ランキング初登場9位となった。ゼメキス監督作の初動成績としては最低の数字を記録し、前週に封切られた『移動都市/モータル・エンジン』と並んで2018年を代表する興行的失敗作となってしまった。

## 評価
本作に対する批評家からの評価は芳しいものではない。映画批評集積サイトのRotten Tomatoesには151件のレビューがあり、批評家支持率は33%、平均点は10点満点で4.93点となっている。サイト側による批評家の見解の要約は「『マーウェン』は見事な視覚効果と悲哀を帯びた感動的なストーリーを売りにしているが、脚本の不出来と感情描写のちぐはぐさが原因で、観客は感情移入することができない。」となっている。また、Metacriticには38件のレビューがあり、加重平均値は40/100となっている。なお、本作のシネマスコアはB-となっている。